# Cordulegaster mzymtae
Cordulegaster mzymtae is een echte libel uit de familie van de bronlibellen (Cordulegastridae).
De soort staat op de Rode Lijst van de IUCN als niet bedreigd, beoordelingsjaar 2006, de trend van de populatie is volgens de IUCN stijgend.
De wetenschappelijke naam van de soort werd in 1929 gepubliceerd door Aleksandr Nikolaevich Bartenev.